# Bring It On Home to Me
Bring It On Home to Me är en låt ursprungligen lanserad och skriven av Sam Cooke 1962. Den nådde #13 på Billboard Hot 100-listan i USA. Hans version finns med i Rock and Roll Hall of Fames lista över "500 låtar som skapade rock'n'roll". Texten är en vädjan av sångaren till en kvinna som lämnat honom att hon ska komma tillbaka.
Låten har sedan Cooke släppte den blivit något av en standard och spelats in av ett stort antal artister. Den brittiska rockgruppen The Animals släppte 1965 den mest framgångsrika coverversionen. De gjorde låten i en mer blues- och rockbetonad version. Det var för övrigt den sista släppta singeln där Alan Price deltog i bandet. Soulsångaren Eddie Floyd hade även framgång med en inspelning 1968 som nådde plats #17 på Billboard Hot 100-listan.
Några andra som spelat in låten är bland andra The Supremes (albumet We Remember Sam Cooke 1965), Sonny & Cher (albumet The Wondrous World of Sonny & Cher 1966), Otis Redding och Carla Thomas (duett på albumet King & Queen 1967), Wilson Pickett (albumet I'm in Love 1968), Aretha Franklin (albumet Soul '69 1969), Lou Rawls (1970), Van Morrison (livealbumet It's Too Late to Stop Now 1974), Rod Stewart (albumet Smiler 1974), Dave Mason (1974), John Lennon (albumet Rock 'n' Roll 1975), och Paul McCartney (albumet Снова в СССР 1988).
John Lennon alluderar på denna låt i ett par textrader i sin låt "Remember" på albumet John Lennon/Plastic Ono Band 1970.

## Listplaceringar, The Animals
| Lista (1965)   | Position         |
| -------------- | ---------------- |
| Finland        | 19               |
| Irland         | 6                |
| Kanada         | 7                |
| Nederländerna  | 3                |
| Storbritannien | 7                |
| Sverige        | 1 (Kvällstoppen) |
| Sverige        | 1 (Tio i topp)   |
| USA            | 32               |
| Vallonien      | 46               |